# Cyr
Cyr es el undécimo álbum de estudio de la banda The Smashing Pumpkins. Fue lanzado el 27 de noviembre de 2020 a través de Sumerian Records. Fue producido por el líder de la banda Billy Corgan, el álbum fue precedido por el lanzamiento de diez de sus canciones como sencillos y presenta una estética de synth-pop, con Corgan buscando activamente un sonido "contemporáneo" durante el proceso de grabación.
El lanzamiento de Cyr fue acompañado por una serie animada de cinco partes, In Ashes, escrita por Corgan y dirigida por Mike Anderson, que sirvió como videos oficiales para cinco de las pistas del álbum.

## Antecedentes y grabación
Después del álbum anterior de la banda, Shiny and Oh So Bright, Vol. 1 / LP: No Past. No Future. No Sun. fue lanzado en 2018, la banda hizo una gira para apoyarlo, mientras que en ese momento hablaba sutilmente sobre sus próximos esfuerzos de grabación a través de las historias de Instagram de Billy Corgan. El baterista Jimmy Chamberlin señala que él y Corgan comenzaron a planificar la estética de Cyr a principios de 2019, y Corgan le envió hasta 35 posibles opciones de canciones: "Es difícil cuando comienzas con algo así como  35 canciones. Luego simplemente reduces, exceptuando el criterio de la grabación que era bastante alto. Billy comenzó a enviarme bocetos de cosas en las que estaba pensando y comenzamos a hablar sobre el sonido de la batería".
A principios de 2020, Corgan confirmó que el nuevo álbum estaba en proceso de ser grabado: "En muchos sentidos, este es el primer álbum real [desde la reunión] en el que nos hemos agachado y hemos hecho un clásico, 'Vamos a lanzarlo todo en la pared y ver qué pasa tipo de disco de Pumpkins. Este es el primer álbum desde el álbum que salió en 2000, Machina, donde James, Jimmy y yo trabajamos en algo durante mucho tiempo. una base conceptual mayor, y probablemente sea una franja más amplia de música. La última fue algo así como, 'Vamos a entrar, grabar algunas cosas muy rápido y dejar que sea lo que es', así que estoy emocionado por esto, porque estamos de vuelta en el camino de tomar riesgos y tratar de traer algo nuevo a la mesa, en lugar de simplemente imitar aquello por lo que somos conocidos".
A diferencia del álbum anterior, producido por Rick Rubin, Corgan autoprodujo a Cyr, esforzándose por grabar y trabajar fuera de su zona de confort: "Estaba tratando de llevarme a la modernidad. Tengo Logic, tengo algunos ritmos en marcha, pero simplemente no lo sentía. Empecé a sentirme como el ludita que no podía evolucionar. Pero luego me di cuenta de que cuando escuché por primera vez a Siouxsie and the Banshees, Sisters of Mercy y Joy Division, estaban haciendo música muy moderna utilizando la tecnología que tenían a mano. Así que tuve que analizar las decisiones que tomaron". Los miembros de la banda grabaron partes en sus instrumentos típicos, con sintetizadores grabados por Corgan y coros de Sierra Swan y la miembro de gira Katie Cole. Chamberlin señala que el sonido de su batería en el álbum fue influenciado por "bandas de rock progresivo de principios de los setenta, ese tipo de sonido de batería seco y apretado".
Este lanzamiento marca la primera vez que una formación estable de Smashing Pumpkins lanza dos álbumes consecutivos desde Mellon Collie and the Infinite Sadness (1995), con la formación principal de Corgan, los guitarristas James Iha y Jeff Schroeder y el baterista Jimmy Chamberlin. contribuyendo al proceso de grabación.

## Lanzamiento y promoción
Cyr se lanzó en todas las plataformas digitales, así como en CD y vinilo, el 27 de noviembre de 2020. Después de que la banda se burlara del próximo proyecto con sus temporizadores de cuenta regresiva, lanzaron el sencillo principal "Cyr" y "The Color of Love". el 28 de agosto de 2020, con un video musical de acompañamiento para la pista titular. Varias semanas después, la banda lanzó otro sencillo, que incluía "Confessions of a Dopamine Addict" y "Wrath". Este lanzamiento también incluyó 2 episodios animados de la serie corta de la banda In Ashes, que incluía música de "The Color of Love" y "Confessions of a Dopamine Addict". El 9 de octubre de 2020, la banda lanzó el tercer sencillo del álbum, "Anno Satana" y "Birch Grove", así como el tercer episodio de In Ashes. El 30 de octubre de 2020, la banda lanzó un cuarto par de canciones como sencillo, "Ramona" y "Wyttch". El 13 de noviembre de 2020, la banda lanzó un video musical de "Wyttch" como parte de un evento del viernes 13 a través de su sello discográfico Sumerian Records. La banda lanzó un par final de canciones, "Purple Blood" y "Dulcet in E" como el quinto sencillo de Cyr.
La banda estaba lista para embarcarse en la gira Rock Invasion 2 poco después de terminar la grabación, pero se vio obligada a cancelar debido a la pandemia de COVID-19, que también llevó a la banda a trabajar de forma remota en el video musical del sencillo principal "Cyr". El álbum fue objeto de burlas con una serie de contadores de tiempo en el sitio web de la banda antes de que se lanzara el primer sencillo, y hasta ahora ha tenido tres sencillos, así como un video musical y una serie corta animada que se lanzará antes del lanzamiento del álbum fecha, que se anunció el 28 de agosto de 2020.

## Lista de canciones
Todas las canciones escritas y compuestas por Billy Corgan. 
| Cyr track listing |                                    |          |  |
| N.º               | Título                             | Duración |  |
| 1.                | «The Colour of Love»               | 4:23     |  |
| 2.                | «Confessions of a Dopamine Addict» | 3:13     |  |
| 3.                | «Cyr»                              | 4:03     |  |
| 4.                | «Dulcet in E»                      | 3:21     |  |
| 5.                | «Wrath»                            | 3:45     |  |
| 6.                | «Ramona»                           | 3:48     |  |
| 7.                | «Anno Satana»                      | 3:49     |  |
| 8.                | «Birch Grove»                      | 3:16     |  |
| 9.                | «Wyttch»                           | 3:43     |  |
| 10.               | «Starrcraft»                       | 4:10     |  |
| 11.               | «Purple Blood»                     | 3:19     |  |
| 12.               | «Save Your Tears»                  | 3:31     |  |
| 13.               | «Telegenix»                        | 3:23     |  |
| 14.               | «Black Forest, Black Hills»        | 4:42     |  |
| 15.               | «Adrennalynne»                     | 3:42     |  |
| 16.               | «Haunted»                          | 3:11     |  |
| 17.               | «The Hidden Sun»                   | 3:24     |  |
| 18.               | «Schaudenfreud»                    | 3:02     |  |
| 19.               | «Tyger, Tyger»                     | 2:49     |  |
| 20.               | «Minerva»                          | 3:32     |  |

## Créditos
The Smashing Pumpkins
- Jimmy Chamberlin – batería, percusión
- Billy Corgan – voz, guitarra, teclados
- James Iha – guitarra, bajo
- Jeff Schroeder – guitarra

## Posicionamiento en lista
| Lista (2020)                        | Posiciones |
| ----------------------------------- | ---------- |
| Alemania (Media Control Charts)     | 31         |
| Australia (ARIA)                    | 36         |
| Austria (Ö3 Austria)                | 65         |
| Bélgica (Ultratop flamenca)         | 154        |
| Bélgica (Ultratop valona)           | 49         |
| Canadá (Billboard Canadian Albums)  | 66         |
| Italia (FIMI)                       | 42         |
| Reino Unido (UK Albums Chart)       | 71         |
| Reino Unido (UK Independent Albums) | 13         |
| Escocia (Scottish Albums Chart)     | 37         |
| Suiza (Schweizer Hitparade)         | 21         |
| Estados Unidos (Billboard 200)      | 86         |
| Estados Unidos (Top Rock Albums)    | 10         |